# Wishek
Wishek – miasto w Stanach Zjednoczonych, w stanie Dakota Północna, w hrabstwie McIntosh.